# Hautesvignes
Hautesvignes är en kommun i departementet Lot-et-Garonne i regionen Nouvelle-Aquitaine i sydvästra Frankrike. Kommunen ligger i kantonen Marmande-Est som tillhör arrondissementet Marmande. År 2022 hade Hautesvignes 166 invånare.

## Befolkningsutveckling
Antalet invånare i kommunen Hautesvignes
| Referens: INSEE |